# Antoniuskapelle (Arzdorf)

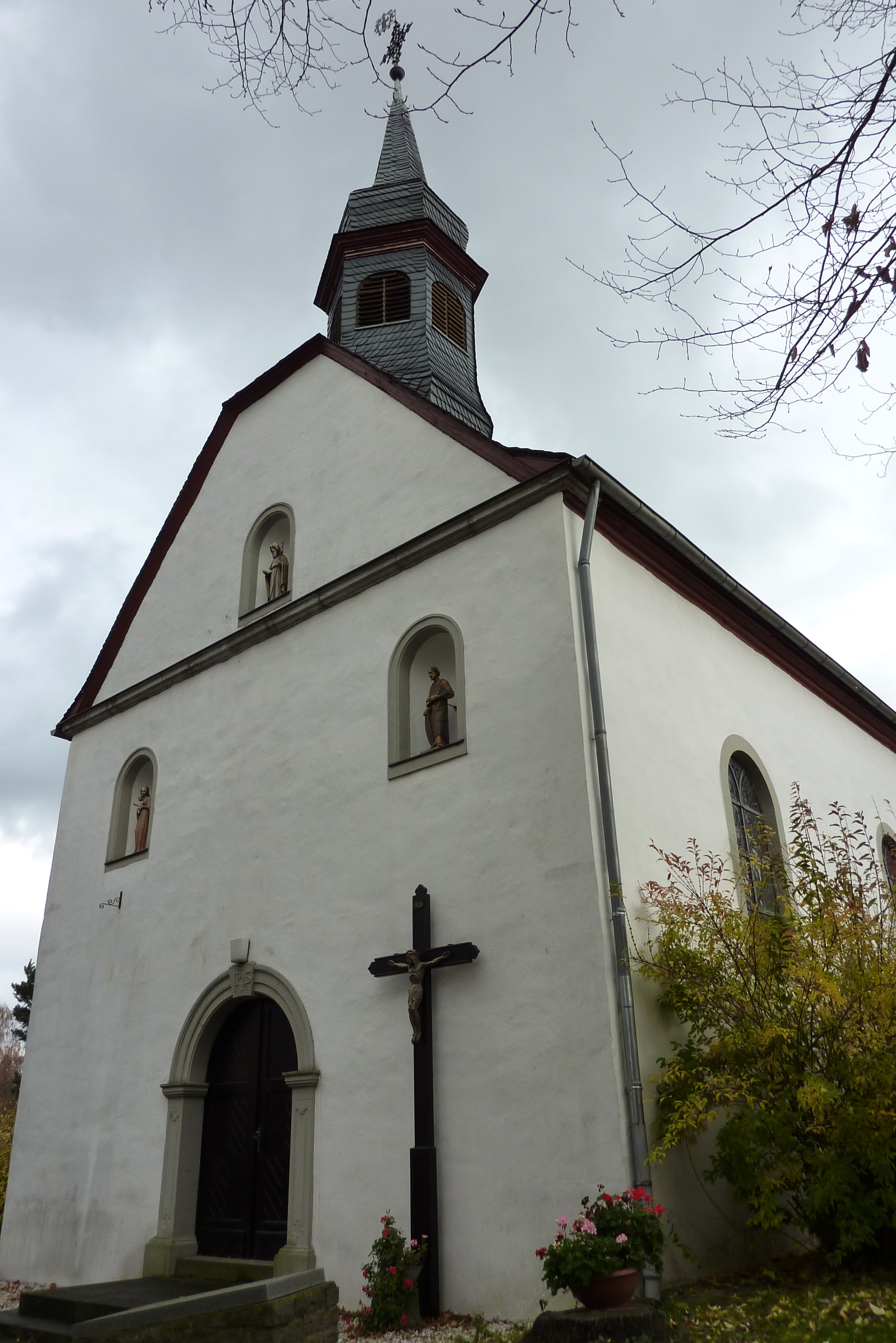
Antoniuskapelle in Arzdorf, Ansicht von Südwesten

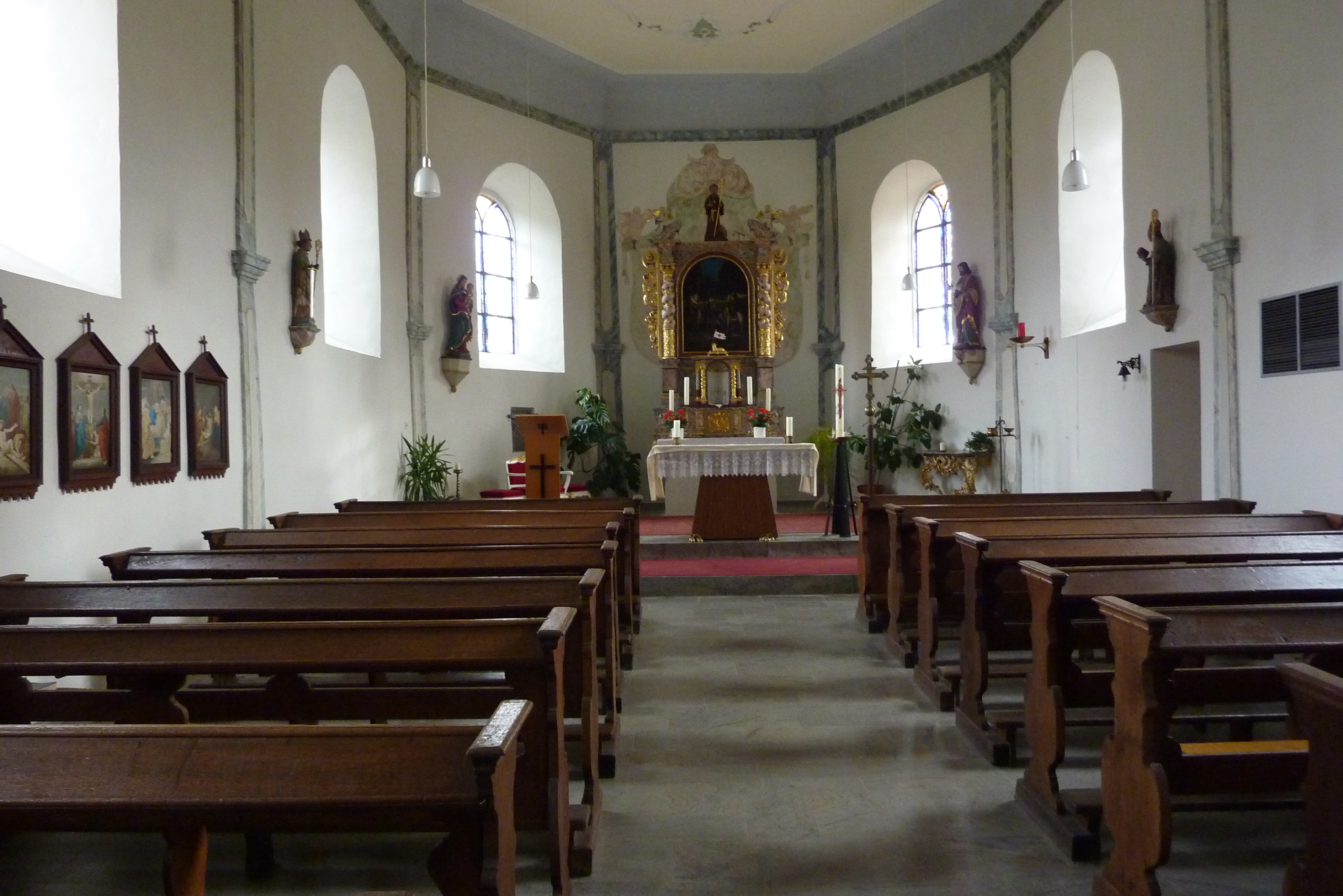
Innenansicht

Die Antoniuskapelle in Arzdorf, einem Ortsteil der Gemeinde Wachtberg im Rhein-Sieg-Kreis in Nordrhein-Westfalen, wurde 1732 erbaut und dem heiligen Antonius geweiht. Die Kapelle befindet sich im Zentrum der Ortslage und steht als Baudenkmal unter Denkmalschutz.

## Geschichte
Am 2. Mai 1398 stifteten der Ritter Heinrich von Hüchelhoven, Erbschultheiß zu Eschweiler und Herr zu Adendorf, sowie seine Frau Margarete mit Zustimmung des Abtes von Steinfeld und des Pfarrers von Fritzdorf eine Kapelle zu Arzdorf. Diese wurde zu Ehren der Muttergottes sowie der Heiligen Stanislaus, Antonius und Servatius geweiht. Die Stifter dotierten die Kapelle mit einer jährlichen Rente. Dafür sollte der Pfarrer von Fritzdorf wöchentlich eine Messe zum Gedenken an die Stifterfamilie lesen. 
Da die Kapelle baufällig geworden war, ließ der Graf von der Leyen, Burgherr zu Adendorf, 1732 eine neue Kapelle mit drei Altären errichten. 
Die Verehrung des heiligen Antonius, des Einsiedlers, machte Arzdorf im 18. und 19. Jahrhundert zum Ziel von Wallfahrten für die Bewohner der näheren Umgebung. Heute gehört die Kapelle zur Pfarrei St. Marien Wachtberg (Erzbistum Köln).

## Architektur
Der Rechteckbau mit einer Länge von 17,35 m und einer Breite von 7,20 m ist aus Bruchstein erbaut und trägt auf der Westseite einen Dachreiter. Eine der beiden Glocken besitzt eine Reliefbild des heiligen Antonius und wurde 1884 gegossen.

## Ausstattung
Den Altar schmückt ein Ölgemälde aus dem 18. Jahrhundert mit der Darstellung der Hubertuslegende. Im Chor befinden sich Skulpturen folgender Heiliger: Josef, Antonius, Stanislaus und Servatius. In der barocken Monstranz aus dem Jahr 1750 befindet sich eine Reliquie des hl. Antonius. Am Gedenktag, dem 17. Januar, wird die Antoniuskirmes im Ort gefeiert und die Gläubigen werden mit der Monstranz gesegnet. 